# نوبوهيرو ماتسودا
نوبوهيرو ماتسودا (باليابانية: 松田宣浩؛ بالكانا: まつだ のぶひろ) هو لاعب كرة قاعدة ياباني، ولد في 17 مايو 1983 في كوساتسو في اليابان.

## وصلات خارجية
- نوبوهيرو ماتسودا على موقع دوري كرة القاعدة الرئيسي (الإنجليزية)
- نوبوهيرو ماتسودا على موقع الدوري الياباني لكرة القاعدة (الإنجليزية)
- نوبوهيرو ماتسودا على موقعبيزبول رفرنس.كوم (الدوري الثانوي) (الإنجليزية)